# Tim McGraw/Diskografie
Diese Diskografie ist eine Übersicht über die musikalischen Werke des US-amerikanischen Country-Sängers Tim McGraw. Den Schallplattenauszeichnungen zufolge hat er bisher mehr als 104,9 Millionen Tonträger verkauft, davon alleine in seiner Heimat über 102,5 Millionen. Seine erfolgreichsten Veröffentlichungen sind das Studioalbum Not a Moment Too Soon und die Kompilation Greatest Hits mit je über 6,2 Millionen verkauften Einheiten.

## Alben

### Studioalben
| Jahr | Titel Musiklabel                                              | Höchstplatzierung, Gesamtwochen, AuszeichnungChartplatzierungen (Jahr, Titel, Musiklabel, Platzierungen, Wochen, Auszeichnungen, Anmerkungen) | Höchstplatzierung, Gesamtwochen, AuszeichnungChartplatzierungen (Jahr, Titel, Musiklabel, Platzierungen, Wochen, Auszeichnungen, Anmerkungen) | Höchstplatzierung, Gesamtwochen, AuszeichnungChartplatzierungen (Jahr, Titel, Musiklabel, Platzierungen, Wochen, Auszeichnungen, Anmerkungen) | Höchstplatzierung, Gesamtwochen, AuszeichnungChartplatzierungen (Jahr, Titel, Musiklabel, Platzierungen, Wochen, Auszeichnungen, Anmerkungen) | Höchstplatzierung, Gesamtwochen, AuszeichnungChartplatzierungen (Jahr, Titel, Musiklabel, Platzierungen, Wochen, Auszeichnungen, Anmerkungen) | Höchstplatzierung, Gesamtwochen, AuszeichnungChartplatzierungen (Jahr, Titel, Musiklabel, Platzierungen, Wochen, Auszeichnungen, Anmerkungen) | Höchstplatzierung, Gesamtwochen, AuszeichnungChartplatzierungen (Jahr, Titel, Musiklabel, Platzierungen, Wochen, Auszeichnungen, Anmerkungen) | Anmerkungen                                            |
| Jahr | Titel Musiklabel                                              | DE | AT | CH | UK | US | Country | CA | Anmerkungen                                            |
| ---- | ------------------------------------------------------------- | --- | --- | --- | --- | --- | --- | --- | ------------------------------------------------------ |
| 1993 | Tim McGraw Curb Records (Curb)                                | — | — | — | — | — | — | — | Erstveröffentlichung: 20. April 1993                   |
| 1994 | Not a Moment Too Soon Curb Records (Curb)                     | — | — | — | — | US1 ×6Sechsfachplatin · (115 Wo.)US | Country1 (145 Wo.)Country | CA— ×2DoppelplatinCA | Erstveröffentlichung: 22. März 1994                    |
| 1995 | All I Want Curb Records (Curb)                                | — | — | — | — | US4 ×3Dreifachplatin · (71 Wo.)US | Country1 (104 Wo.)Country | CA— PlatinCA | Erstveröffentlichung: 19. September 1995               |
| 1997 | Everywhere Curb Records (Curb)                                | — | — | — | — | US2 ×5Fünffachplatin · (104 Wo.)US | Country1 (104 Wo.)Country | CA8 ×2Doppelplatin · (3 Wo.)CA | Erstveröffentlichung: 3. Juni 1997                     |
| 1999 | A Place in the Sun Curb Records (Curb)                        | — | — | — | — | US1 ×4Vierfachplatin · (86 Wo.)US | Country1 (104 Wo.)Country | CA12 Platin · (2 Wo.)CA | Erstveröffentlichung: 4. Mai 1999                      |
| 2001 | Set This Circus Down Curb Records (Curb)                      | — | — | — | — | US2 ×3Dreifachplatin · (78 Wo.)US | Country1 (104 Wo.)Country | CA14 Platin · (2 Wo.)CA | Erstveröffentlichung: 24. April 2001                   |
| 2002 | Tim McGraw and the Dancehall Doctors Curb Records (Curb)      | — | — | — | — | US2 ×3Dreifachplatin · (88 Wo.)US | Country2 (104 Wo.)Country | CA— PlatinCA | Erstveröffentlichung: 25. November 2002                |
| 2004 | Live Like You Were Dying Curb Records (Curb)                  | — | — | — | — | US1 ×4Vierfachplatin · (86 Wo.)US | Country1 (104 Wo.)Country | CA2 Platin · (3 Wo.)CA | Erstveröffentlichung: 24. August 2004                  |
| 2007 | Let It Go Curb Records (Curb)                                 | — | — | — | — | US1 Platin · (67 Wo.)US | Country1 (92 Wo.)Country | CA1 Gold · (3 Wo.)CA | Erstveröffentlichung: 27. März 2007                    |
| 2009 | Southern Voice Curb Records (Curb)                            | — | — | — | — | US2 Gold · (35 Wo.)US | Country1 (73 Wo.)Country | CA7 Gold · (3 Wo.)CA | Erstveröffentlichung: 20. Oktober 2009                 |
| 2012 | Emotional Traffic Curb Records (Curb)                         | — | — | — | — | US2 (26 Wo.)US | Country1 (57 Wo.)Country | CA5 (2 Wo.)CA | Erstveröffentlichung: 24. Januar 2012                  |
| 2013 | Two Lanes of Freedom McGraw Music / Big Machine Records (UMG) | — | — | — | UK43 (3 Wo.)UK | US2 Gold · (38 Wo.)US | Country1 (69 Wo.)Country | CA4 Gold · (3 Wo.)CA | Erstveröffentlichung: 5. Februar 2013                  |
| 2014 | Sundown Heaven Town McGraw Music / Big Machine Records (UMG)  | — | — | — | UK72 (1 Wo.)UK | US3 (43 Wo.)US | Country1 (52 Wo.)Country | CA3 (2 Wo.)CA | Erstveröffentlichung: 16. September 2014               |
| 2015 | Damn Country Music McGraw Music / Big Machine Records (UMG)   | — | — | — | — | US5 Gold · (46 Wo.)US | Country3 (69 Wo.)Country | CA11 Gold · (13 Wo.)CA | Erstveröffentlichung: 6. November 2015                 |
| 2017 | The Rest of Our Life McGraw Music / Arista Records (Sony)     | — | — | CH64 (1 Wo.)CH | UK80 (1 Wo.)UK | US2 (13 Wo.)US | Country1 (19 Wo.)Country | CA2 (4 Wo.)CA | Erstveröffentlichung: 17. November 2017 mit Faith Hill |
| 2020 | Here on Earth McGraw Music / Big Machine Records (UMG)        | — | — | CH89 (1 Wo.)CH | — | US14 (2 Wo.)US | Country1 (6 Wo.)Country | — | Erstveröffentlichung: 21. August 2020                  |
| 2023 | Standing Room Only McGraw Music / Big Machine Records (UMG)   | — | — | CH67 (1 Wo.)CH | — | US75 (1 Wo.)US | Country17 (2 Wo.)Country | — | Erstveröffentlichung: 25. August 2023                  |

### Kompilationen
| Jahr | Titel Musiklabel                                                        | Höchstplatzierung, Gesamtwochen, AuszeichnungChartplatzierungen (Jahr, Titel, Musiklabel, Platzierungen, Wochen, Auszeichnungen, Anmerkungen) | Höchstplatzierung, Gesamtwochen, AuszeichnungChartplatzierungen (Jahr, Titel, Musiklabel, Platzierungen, Wochen, Auszeichnungen, Anmerkungen) | Höchstplatzierung, Gesamtwochen, AuszeichnungChartplatzierungen (Jahr, Titel, Musiklabel, Platzierungen, Wochen, Auszeichnungen, Anmerkungen) | Höchstplatzierung, Gesamtwochen, AuszeichnungChartplatzierungen (Jahr, Titel, Musiklabel, Platzierungen, Wochen, Auszeichnungen, Anmerkungen) | Höchstplatzierung, Gesamtwochen, AuszeichnungChartplatzierungen (Jahr, Titel, Musiklabel, Platzierungen, Wochen, Auszeichnungen, Anmerkungen) | Höchstplatzierung, Gesamtwochen, AuszeichnungChartplatzierungen (Jahr, Titel, Musiklabel, Platzierungen, Wochen, Auszeichnungen, Anmerkungen) | Höchstplatzierung, Gesamtwochen, AuszeichnungChartplatzierungen (Jahr, Titel, Musiklabel, Platzierungen, Wochen, Auszeichnungen, Anmerkungen) | Anmerkungen                             |
| Jahr | Titel Musiklabel                                                        | DE | AT | CH | UK | US | Country | CA | Anmerkungen                             |
| ---- | ----------------------------------------------------------------------- | --- | --- | --- | --- | --- | --- | --- | --------------------------------------- |
| 2000 | Greatest Hits Curb Records (Curb)                                       | — | — | — | — | US4 ×6Sechsfachplatin · (105 Wo.)US | Country1 (109 Wo.)Country | CA— ×2DoppelplatinCA | Erstveröffentlichung: 21. November 2000 |
| 2006 | Reflected: Greatest Hits Vol 2 Curb Records (Curb)                      | — | — | — | — | US2 ×2Doppelplatin · (92 Wo.)US | Country1 (92 Wo.)Country | CA3 Platin · (3 Wo.)CA | Erstveröffentlichung: 28. März 2006     |
| 2008 | Greatest Hits 3 Curb Records (Curb)                                     | — | — | — | — | US9 Gold · (18 Wo.)US | Country1 (74 Wo.)Country | — | Erstveröffentlichung: 7. Oktober 2008   |
| 2010 | Number One Hits Curb Records (Curb)                                     | — | — | — | — | US27 ×2Doppelplatin · (282 Wo.)US | Country6 (441 Wo.)Country | CA99 (1 Wo.)CA | Erstveröffentlichung: 30. November 2010 |
| 2013 | Tim McGraw & Friends Curb Records (Curb)                                | — | — | — | — | US126 (3 Wo.)US | Country18 (12 Wo.)Country | — | Erstveröffentlichung: 22. Januar 2013   |
| 2014 | Love Story Curb Records (Curb)                                          | — | — | — | — | US116 (1 Wo.)US | Country19 (3 Wo.)Country | — | Erstveröffentlichung: 4. Februar 2014   |
| 2015 | 35 Biggest Hits Curb Records (Curb)                                     | — | — | — | — | US47 (… Wo.)US | Country8 (… Wo.)Country | — | Erstveröffentlichung: 15. Juni 2015     |
| 2016 | McGraw: The Ultimate Collection Curb Records (Curb)                     | — | — | — | — | — | Country50 (1 Wo.)Country | — | Erstveröffentlichung: 21. Oktober 2016  |
| 2018 | The Biggest Hits of Tim McGraw Curb Records (Curb)                      | — | — | — | — | — | Country29 (1 Wo.)Country | — | Erstveröffentlichung: 15. Juni 2018     |
| 2020 | McGraw Machine Hits: 2013-2019 McGraw Music / Big Machine Records (UMG) | — | — | — | — | — | Country42 (1 Wo.)Country | — | Erstveröffentlichung: 20. November 2020 |

### EPs
| Jahr | Titel Musiklabel                                       | Anmerkungen                             |
| ---- | ------------------------------------------------------ | --------------------------------------- |
| 2023 | Poet’s Resumé McGraw Music / Big Machine Records (UMG) | Erstveröffentlichung: 21. November 2023 |

## Singles

### Als Leadmusiker
| Jahr | Titel Album                                                         | Höchstplatzierung, Gesamtwochen, AuszeichnungChartplatzierungen (Jahr, Titel, Album, Platzierungen, Wochen, Auszeichnungen, Anmerkungen) | Höchstplatzierung, Gesamtwochen, AuszeichnungChartplatzierungen (Jahr, Titel, Album, Platzierungen, Wochen, Auszeichnungen, Anmerkungen) | Höchstplatzierung, Gesamtwochen, AuszeichnungChartplatzierungen (Jahr, Titel, Album, Platzierungen, Wochen, Auszeichnungen, Anmerkungen) | Höchstplatzierung, Gesamtwochen, AuszeichnungChartplatzierungen (Jahr, Titel, Album, Platzierungen, Wochen, Auszeichnungen, Anmerkungen) | Höchstplatzierung, Gesamtwochen, AuszeichnungChartplatzierungen (Jahr, Titel, Album, Platzierungen, Wochen, Auszeichnungen, Anmerkungen) | Höchstplatzierung, Gesamtwochen, AuszeichnungChartplatzierungen (Jahr, Titel, Album, Platzierungen, Wochen, Auszeichnungen, Anmerkungen) | Höchstplatzierung, Gesamtwochen, AuszeichnungChartplatzierungen (Jahr, Titel, Album, Platzierungen, Wochen, Auszeichnungen, Anmerkungen) | Anmerkungen                                                          |
| Jahr | Titel Album                                                         | DE | AT | CH | UK | US | Country | CA | Anmerkungen                                                          |
| --- | ------------------------------------------------------------------- | --- | --- | --- | --- | --- | --- | --- | -------------------------------------------------------------------- |
| 1992 | Welcome to the Club Tim McGraw                                      | — | — | — | — | — | Country47 (15 Wo.)Country | — | Erstveröffentlichung: September 1992                                 |
| 1993 | Memory Lane Tim McGraw                                              | — | — | — | — | — | Country60 (7 Wo.)Country | — | Erstveröffentlichung: Februar 1993                                   |
| 1993 | Two Steppin’ Mind Tim McGraw                                        | — | — | — | — | — | Country71 (2 Wo.)Country | — | Erstveröffentlichung: Juli 1993                                      |
| 1994 | Indian Outlaw Not a Moment Too Soon                                 | — | — | — | — | US15 Platin · (20 Wo.)US | Country8 (20 Wo.)Country | — | Erstveröffentlichung: 22. Januar 2014                                |
| 1994 | Don’t Take the Girl Not a Moment Too Soon                           | — | — | — | — | US17 ×3Gold + Dreifachplatin (Digital) · (20 Wo.)US                                                                                      | Country1 (20 Wo.)Country | — | Erstveröffentlichung: 28. März 1994                                  |
| 1994 | Down on the Farm Not a Moment Too Soon                              | — | — | — | — | US— GoldUS | Country2 (20 Wo.)Country | — | Erstveröffentlichung: 11. Juli 1994                                  |
| 1994 | Not a Moment Too Soon                                               | — | — | — | — | — | Country1 (20 Wo.)Country | — | Erstveröffentlichung: 24. Oktober 1994                               |
| 1995 | Refried Dreams Not a Moment Too Soon                                | — | — | — | — | — | Country5 (20 Wo.)Country | — | Erstveröffentlichung: 20. Februar 1995                               |
| 1995 | I Like It, I Love It All I Want                                     | — | — | — | — | US25 ×2Doppelplatin · (20 Wo.)US | Country1 (20 Wo.)Country | — | Erstveröffentlichung: 31. Juli 1995                                  |
| 1995 | Can’t Be Really Gone All I Want                                     | — | — | — | — | US87 (5 Wo.)US | Country2 (20 Wo.)Country | — | Erstveröffentlichung: 23. Oktober 1995                               |
| 1996 | All I Want Is a Life All I Want                                     | — | — | — | — | — | Country5 (21 Wo.)Country | — | Erstveröffentlichung: 15. Januar 1996                                |
| 1996 | She Never Lets It Go to Her Heart All I Want                        | — | — | — | — | — | Country1 (20 Wo.)Country | — | Erstveröffentlichung: 17. Juni 1996                                  |
| 1996 | Maybe We Should Just Sleep on It All I Want                         | — | — | — | — | — | Country4 (20 Wo.)Country | — | Erstveröffentlichung: 7. Oktober 1996                                |
| 1997 | It’s Your Love Everywhere                                           | — | — | — | — | US7 ×5Fünffachplatin · (20 Wo.)US | Country1 (20 Wo.)Country | — | Erstveröffentlichung: 12. Mai 1997 mit Faith Hill                    |
| 1997 | Everywhere                                                          | — | — | — | — | US— GoldUS | Country1 (26 Wo.)Country | — | Erstveröffentlichung: 7. Juli 1997                                   |
| 1997 | Just to See You Smile Everywhere                                    | — | — | — | — | US— ×2DoppelplatinUS | Country1 (42 Wo.)Country | — | Erstveröffentlichung: 9. August 1997                                 |
| 1998 | One of These Days Everywhere                                        | — | — | — | — | US74 (10 Wo.)US | Country2 (20 Wo.)Country | — | Erstveröffentlichung: 9. März 1998                                   |
| 1998 | Where the Green Grass Grows Everywhere                              | — | — | — | — | US79 ×2Doppelplatin · (4 Wo.)US | Country1 (32 Wo.)Country | — | Erstveröffentlichung: 13. Juli 1998                                  |
| 1998 | For a Little While Everywhere                                       | — | — | — | — | US37 (15 Wo.)US | Country2 (20 Wo.)Country | — | Erstveröffentlichung: 3. November 1998                               |
| 1999 | Please Remember Me A Place in the Sun                               | — | — | — | — | US10 Platin · (20 Wo.)US | Country1 (24 Wo.)Country | — | Erstveröffentlichung: 22. März 1999                                  |
| 1999 | Something Like That A Place in the Sun                              | — | — | — | — | US28 ×3Dreifachplatin · (20 Wo.)US | Country1 (39 Wo.)Country | — | Erstveröffentlichung: 28. Juni 1999                                  |
| 1999 | My Best Friend A Place in the Sun                                   | — | — | — | — | US29 ×2Doppelplatin · (21 Wo.)US | Country1 (37 Wo.)Country | — | Erstveröffentlichung: 4. Oktober 1999                                |
| 2000 | Some Things Never Change A Place in the Sun                         | — | — | — | — | US58 (14 Wo.)US | Country7 (20 Wo.)Country | — | Erstveröffentlichung: 10. April 2000                                 |
| 2000 | My Next Thirty Years A Place in the Sun                             | — | — | — | — | US27 Gold · (20 Wo.)US | Country1 (46 Wo.)Country | — | Erstveröffentlichung: 17. Juli 2000                                  |
| 2001 | Grown Men Don’t Cry Set This Circus Down                            | — | — | — | — | US25 (20 Wo.)US | Country1 (20 Wo.)Country | — | Erstveröffentlichung: 26. März 2001                                  |
| 2001 | Angry All the Time Set This Circus Down                             | — | — | — | — | US38 (20 Wo.)US | Country1 (22 Wo.)Country | — | Erstveröffentlichung: 23. Juli 2001                                  |
| 2001 | The Cowboy in Me Set This Circus Down                               | — | — | — | — | US33 Gold · (20 Wo.)US | Country1 (23 Wo.)Country | CA38 (1 Wo.)CA | Erstveröffentlichung: 26. November 2001                              |
| 2002 | Unbroken Set This Circus Down                                       | — | — | — | — | US26 (20 Wo.)US | Country1 (21 Wo.)Country | — | Erstveröffentlichung: 20. Mai 2002                                   |
| 2002 | Red Rag Top Tim McGraw and the Dancehall Doctors                    | — | — | — | — | US40 Platin · (20 Wo.)US | Country5 (20 Wo.)Country | — | Erstveröffentlichung: 16. September 2002                             |
| 2002 | Tiny Dancer Tim McGraw and the Dancehall Doctors                    | — | — | — | — | — | Country49 (15 Wo.)Country | — | Erstveröffentlichung: 30. Dezember 2002                              |
| 2003 | She’s My Kind of Rain Tim McGraw and the Dancehall Doctors          | — | — | — | — | US27 Platin · (20 Wo.)US | Country2 (22 Wo.)Country | — | Erstveröffentlichung: 20. Januar 2003                                |
| 2003 | Real Good Man Tim McGraw and the Dancehall Doctors                  | — | — | — | — | US27 Platin · (20 Wo.)US | Country1 (27 Wo.)Country | — | Erstveröffentlichung: 19. Mai 2003                                   |
| 2003 | Watch the Wind Blow By Tim McGraw and the Dancehall Doctors         | — | — | — | — | US32 (20 Wo.)US | Country1 (25 Wo.)Country | — | Erstveröffentlichung: 27. Oktober 2003                               |
| 2004 | Live Like You Were Dying                                            | — | — | — | — | US29 ×5Fünffachplatin · (23 Wo.)US | Country1 (21 Wo.)Country | — | Erstveröffentlichung: 7. Juni 2004                                   |
| 2004 | Back When Live Like You Were Dying                                  | — | — | — | — | US30 Gold · (19 Wo.)US | Country1 (24 Wo.)Country | — | Erstveröffentlichung: 30. August 2004                                |
| 2005 | Drugs or Jesus Live Like You Were Dying                             | — | — | — | — | US87 (9 Wo.)US | Country14 (20 Wo.)Country | — | Erstveröffentlichung: 17. Januar 2005                                |
| 2005 | Do You Want Fries with That Live Like You Were Dying                | — | — | — | — | US59 (11 Wo.)US | Country5 (20 Wo.)Country | — | Erstveröffentlichung: 23. Mai 2005                                   |
| 2005 | My Old Friend Live Like You Were Dying                              | — | — | — | UK94 (1 Wo.)UK | US79 (13 Wo.)US | Country6 (22 Wo.)Country | — | Erstveröffentlichung: 20. September 2005                             |
| 2006 | When the Stars Go Blue Tim McGraw Reflected: Greatest Hits Vol. 2   | — | — | — | — | US37 Platin · (20 Wo.)US | Country4 (20 Wo.)Country | — | Erstveröffentlichung: 6. März 2006                                   |
| 2006 | My Little Girl Tim McGraw Reflected: Greatest Hits Vol. 2           | — | — | — | — | US35 ×2Doppelplatin · (20 Wo.)US | Country3 (24 Wo.)Country | — | Erstveröffentlichung: 7. August 2006                                 |
| 2007 | Last Dollar (Fly Away) Let It Go                                    | — | — | — | — | US13 Gold · (15 Wo.)US | Country1 (20 Wo.)Country | — | Erstveröffentlichung: 8. Januar 2007                                 |
| 2007 | I Need You Let It Go                                                | — | — | — | — | US50 Platin · (16 Wo.)US | Country8 (21 Wo.)Country | — | Erstveröffentlichung: 23. April 2007 mit Faith Hill                  |
| 2007 | If You’re Reading This Let It Go                                    | — | — | — | — | US41 Platin · (18 Wo.)US | Country3 (25 Wo.)Country | — | Erstveröffentlichung: 11. Juni 2007                                  |
| 2007 | Suspicions Let It Go                                                | — | — | — | — | US87 (5 Wo.)US | Country12 (18 Wo.)Country | — | Erstveröffentlichung: 26. November 2007                              |
| 2008 | Kristofferson Let It Go                                             | — | — | — | — | — | Country16 (20 Wo.)Country | — | Erstveröffentlichung: 17. März 2008                                  |
| 2008 | Let It Go                                                           | — | — | — | — | US47 (15 Wo.)US | Country2 (22 Wo.)Country | — | Erstveröffentlichung: 21. Juli 2008                                  |
| 2009 | Nothin’ to Die For Let It Go                                        | — | — | — | — | US68 (11 Wo.)US | Country5 (19 Wo.)Country | — | Erstveröffentlichung: 5. Januar 2009                                 |
| 2009 | It’s a Business Doing Pleasure with You Southern Voice              | — | — | — | — | US59 (7 Wo.)US | Country13 (11 Wo.)Country | CA75 (1 Wo.)CA | Erstveröffentlichung: 29. Juni 2009                                  |
| 2009 | Southern Voice                                                      | — | — | — | — | US49 Gold · (18 Wo.)US | Country1 (22 Wo.)Country | — | Erstveröffentlichung: 21. September 2009                             |
| 2010 | Still Southern Voice                                                | — | — | — | — | US91 (1 Wo.)US | Country16 (16 Wo.)Country | — | Erstveröffentlichung: 1. Februar 2010                                |
| 2010 | Felt Good on My Lips Number One Hits / Emotional Traffic            | — | — | — | — | US26 Platin · (20 Wo.)US | Country1 (20 Wo.)Country | CA32 (3 Wo.)CA | Erstveröffentlichung: 20. September 2010                             |
| 2011 | Me and Tennessee Country Strong (OST)                               | — | — | — | UK63 (3 Wo.)UK | — | Country34 (10 Wo.)Country | — | Erstveröffentlichung: 22. Februar 2011 mit Gwyneth Paltrow           |
| 2011 | Better Than I Used to Be Emotional Traffic                          | — | — | — | — | US52 Platin · (20 Wo.)US | Country5 (30 Wo.)Country | — | Erstveröffentlichung: 28. November 2011                              |
| 2012 | Right Back Atcha Babe Emotional Traffic                             | — | — | — | — | — | Country59 (2 Wo.)Country | — | Erstveröffentlichung: 25. Juni 2012                                  |
| 2012 | Truck Yeah Two Lanes of Freedom                                     | — | — | — | — | US57 Platin · (16 Wo.)US | Country11 (20 Wo.)Country | CA23 (13 Wo.)CA | Erstveröffentlichung: 3. Juli 2012                                   |
| 2012 | One of Those Nights Two Lanes of Freedom                            | — | — | — | — | US32 Platin · (20 Wo.)US | Country3 (23 Wo.)Country | CA40 (5 Wo.)CA | Erstveröffentlichung: 12. November 2012                              |
| 2013 | Highway Don’t Care Two Lanes of Freedom                             | — | — | — | — | US22 ×3Dreifachplatin · (20 Wo.)US | Country4 (31 Wo.)Country | CA11 (28 Wo.)CA | Erstveröffentlichung: 25. März 2013 feat. Taylor Swift & Keith Urban |
| 2013 | Southern Girl Two Lanes of Freedom                                  | — | — | — | — | US42 Platin · (20 Wo.)US | Country4 (26 Wo.)Country | — | Erstveröffentlichung: 8. Juli 2013                                   |
| 2014 | Lookin’ for That Girl Sundown Heaven Town                           | — | — | — | — | US85 (4 Wo.)US | Country18 (15 Wo.)Country | CA30 (2 Wo.)CA | Erstveröffentlichung: 13. Januar 2014                                |
| 2014 | Meanwhile Back at Mama’s Sundown Heaven Town                        | — | — | — | — | US41 Platin · (19 Wo.)US | Country7 (26 Wo.)Country | CA36 (16 Wo.)CA | Erstveröffentlichung: 14. April 2014 feat. Faith Hill                |
| 2014 | Shotgun Rider Sundown Heaven Town                                   | — | — | — | — | US38 Platin · (20 Wo.)US | Country1 (26 Wo.)Country | CA38 (8 Wo.)CA | Erstveröffentlichung: 8. September 2014                              |
| 2015 | Diamond Rings and Old Barstools Sundown Heaven Town                 | — | — | — | — | US55 Gold · (17 Wo.)US | Country11 (24 Wo.)Country | — | Erstveröffentlichung: 26. Januar 2015 mit Catherine Dunn             |
| 2015 | Top of the World Damn Country Music                                 | — | — | — | — | US73 (13 Wo.)US | Country11 (24 Wo.)Country | — | Erstveröffentlichung: 4. August 2015                                 |
| 2016 | Humble and Kind Damn Country Music                                  | — | — | — | — | US30 ×4Vierfachplatin · (20 Wo.)US | Country1 (26 Wo.)Country | CA16 ×2Doppelplatin · (21 Wo.)CA | Erstveröffentlichung: 20. Januar 2016                                |
| 2016 | How I’ll Always Be Damn Country Music                               | — | — | — | — | US70 Gold · (12 Wo.)US | Country9 (26 Wo.)Country | — | Erstveröffentlichung: 11. Juli 2016                                  |
| 2017 | Speak to a Girl The Rest of Our Life                                | — | — | — | — | US61 (2 Wo.)US | Country6 (17 Wo.)Country | CA19 (2 Wo.)CA | Erstveröffentlichung: 23. März 2017 mit Faith Hill                   |
| 2017 | The Rest of Our Life                                                | — | — | — | — | US98 (1 Wo.)US | Country18 (20 Wo.)Country | CA38 (1 Wo.)CA | Erstveröffentlichung: 5. Oktober mit Faith Hill                      |
| 2018 | Neon Church Here on Earth (Ultimate Edition)                        | — | — | — | — | — | Country24 (17 Wo.)Country | — | Erstveröffentlichung: 4. Oktober 2018                                |
| 2019 | Thought About You Here on Earth (Ultimate Edition)                  | — | — | — | — | — | Country26 (28 Wo.)Country | — | Erstveröffentlichung: 4. Februar 2019                                |
| 2019 | Way Down –                                                          | — | — | — | — | — | — | CA32 (1 Wo.)CA | Erstveröffentlichung: 1. Oktober 2019 feat. Shy Carter               |
| 2020 | I Called Mama Here on Earth                                         | — | — | — | — | US61 Gold · (12 Wo.)US | Country8 (25 Wo.)Country | CA15 (1 Wo.)CA | Erstveröffentlichung: 8. Mai 2020                                    |
| 2021 | Undivided Here on Earth                                             | — | — | — | — | US76 (1 Wo.)US | Country23 (22 Wo.)Country | CA3 Gold · (4 Wo.)CA | Erstveröffentlichung: 13. Januar 2021 mit Tyler Hubbard              |
| 2021 | 7500 OBO Here on Earth                                              | — | — | — | — | US66 Gold · (8 Wo.)US | Country15 (30 Wo.)Country | CA— PlatinCA | Erstveröffentlichung: 2. August 2021                                 |
| 2023 | Standing Room Only                                                  | — | — | — | — | US60 (10 Wo.)US | Country14 (26 Wo.)Country | CA22 Gold · (2 Wo.)CA | Erstveröffentlichung: 10. März 2023                                  |
| 2024 | One Bad Habit Poet’s Resumé                                         | — | — | — | — | — | Country26 (9 Wo.)Country | — | Erstveröffentlichung: 30. August 2024 (Live)                         |
| Folgende Lieder erschienen nicht als Single, wurden aber durch das Album zum Download und Streaming bereitgestellt und konnten somit eine Platzierung erlangen: |                                                                     | | | | | | | |                                                                      |
| |                                                                     | | | | | | | |                                                                      |
| 1997 | You Turn Me On Everywhere                                           | — | — | — | — | — | Country75 (2 Wo.)Country | — |                                                                      |
| 2000 | The Trouble with Never A Place in the Sun                           | — | — | — | — | — | Country66 (5 Wo.)Country | — |                                                                      |
| 2000 | Seventeen A Place in the Sun                                        | — | — | — | — | — | Country64 (15 Wo.)Country | — |                                                                      |
| 2000 | Senorita Margarita A Place in the Sun                               | — | — | — | — | — | Country74 (1 Wo.)Country | — |                                                                      |
| 2001 | Things Change Set This Circus Down                                  | — | — | — | — | — | Country32 (21 Wo.)Country | — |                                                                      |
| 2001 | Telluride Set This Circus Down                                      | — | — | — | — | — | Country52 (18 Wo.)Country | — |                                                                      |
| 2006 | I’ve Got Friends That Do Tim McGraw Reflected: Greatest Hits Vol. 2 | — | — | — | — | — | Country49 (14 Wo.)Country | — |                                                                      |
| 2011 | Christmas All Over the World –                                      | — | — | — | — | — | Country30 (3 Wo.)Country | — |                                                                      |
| 2013 | Two Lanes of Freedom                                                | — | — | — | — | — | Country49 (1 Wo.)Country | — |                                                                      |
| 2014 | City Lights Sundown Heaven Town                                     | — | — | — | — | — | Country46 (1 Wo.)Country | — |                                                                      |
| 2014 | Sick Of Me Sundown Heaven Town                                      | — | — | — | — | — | Country50 (1 Wo.)Country | CA65 (1 Wo.)CA |                                                                      |
| 2014 | Overrated Sundown Heaven Town                                       | — | — | — | — | — | Country32 (2 Wo.)Country | — |                                                                      |
| 2017 | Keep Your Eyes on Me The Shack / Here on Earth (Ultimate Edition)   | — | — | — | — | — | Country44 (1 Wo.)Country | — | mit Faith Hill                                                       |

### Als Gastmusiker
| Jahr | Titel Album                                   | Höchstplatzierung, Gesamtwochen, AuszeichnungChartplatzierungen (Jahr, Titel, Album, Platzierungen, Wochen, Auszeichnungen, Anmerkungen) | Höchstplatzierung, Gesamtwochen, AuszeichnungChartplatzierungen (Jahr, Titel, Album, Platzierungen, Wochen, Auszeichnungen, Anmerkungen) | Höchstplatzierung, Gesamtwochen, AuszeichnungChartplatzierungen (Jahr, Titel, Album, Platzierungen, Wochen, Auszeichnungen, Anmerkungen) | Höchstplatzierung, Gesamtwochen, AuszeichnungChartplatzierungen (Jahr, Titel, Album, Platzierungen, Wochen, Auszeichnungen, Anmerkungen) | Höchstplatzierung, Gesamtwochen, AuszeichnungChartplatzierungen (Jahr, Titel, Album, Platzierungen, Wochen, Auszeichnungen, Anmerkungen) | Höchstplatzierung, Gesamtwochen, AuszeichnungChartplatzierungen (Jahr, Titel, Album, Platzierungen, Wochen, Auszeichnungen, Anmerkungen) | Höchstplatzierung, Gesamtwochen, AuszeichnungChartplatzierungen (Jahr, Titel, Album, Platzierungen, Wochen, Auszeichnungen, Anmerkungen) | Anmerkungen                                                                            |
| Jahr | Titel Album                                   | DE | AT | CH | UK | US | Country | CA | Anmerkungen                                                                            |
| --- | --------------------------------------------- | --- | --- | --- | --- | --- | --- | --- | -------------------------------------------------------------------------------------- |
| 1998 | Just to Hear You Say That You Love Me Faith   | — | — | — | — | — | Country3 (20 Wo.)Country | — | Erstveröffentlichung: Juni 1998 Faith Hill feat. Tim McGraw                            |
| 2000 | Let’s Make Love Breathe                       | — | — | — | — | US54 (14 Wo.)US | Country6 (45 Wo.)Country | — | Erstveröffentlichung: August 2000 Faith Hill feat. Tim McGraw                          |
| 2001 | Bring on the Rain Burn                        | — | — | — | — | US36 Gold · (20 Wo.)US | Country1 (33 Wo.)Country | — | Erstveröffentlichung: 10. September 2001 Jo Dee Messina feat. Tim McGraw               |
| 2004 | Over and Over Suit                            | DE8 (14 Wo.)DE | AT7 (16 Wo.)AT | CH6 (23 Wo.)CH | UK1 Gold · (15 Wo.)UK | US3 Platin (Mastertone) + Platin · (24 Wo.)US                                                                                            | — | — | Erstveröffentlichung: 12. September 2004 Nelly feat. Tim McGraw                        |
| 2005 | Like We Never Loved at All Fireflies          | — | — | — | — | US45 (21 Wo.)US | Country5 (27 Wo.)Country | — | Erstveröffentlichung: 1. August 2005 Faith Hill feat. Tim McGraw                       |
| 2012 | Feel Like a Rock Star Welcome to the Fishbowl | — | — | — | — | US40 Gold · (7 Wo.)US | Country11 (8 Wo.)Country | CA20 (7 Wo.)CA | Erstveröffentlichung: 2. April 2012 Kenny Chesney feat. Tim McGraw                     |
| 2016 | Lovin’ Lately Gravity                         | — | — | — | — | — | Country19 (32 Wo.)Country | — | Erstveröffentlichung: 11. Januar 2016 Big & Rich feat. Tim McGraw                      |
| 2016 | May We All Dig Your Roots                     | — | — | — | — | US30 ×3Dreifachplatin · (20 Wo.)US | Country2 (28 Wo.)Country | CA12 (18 Wo.)CA | Erstveröffentlichung: 15. Juli 2016 Florida Georgia Line feat. Tim McGraw              |
| 2016 | Forever Country –                             | — | — | — | — | US21 Gold · (4 Wo.)US | Country1 (18 Wo.)Country | — | Erstveröffentlichung: 16. September 2016 als Teil von "Artists of Then, Now & Forever" |
| Folgende Lieder erschienen nicht als Single, wurden aber durch das Album zum Download und Streaming bereitgestellt und konnten somit eine Platzierung erlangen: |                                               | | | | | | | |                                                                                        |
| |                                               | | | | | | | |                                                                                        |
| 2024 | Wrong Ones F-1 Trillion                       | — | — | — | — | US23 (3 Wo.)US | Country11 (5 Wo.)Country | CA22 (… Wo.)CA | Post Malone feat. Tim McGraw                                                           |

## Boxsets
| Jahr | Titel Musiklabel                                                     | Höchstplatzierung, Gesamtwochen, AuszeichnungChartplatzierungen (Jahr, Titel, Musiklabel, Platzierungen, Wochen, Auszeichnungen, Anmerkungen) | Höchstplatzierung, Gesamtwochen, AuszeichnungChartplatzierungen (Jahr, Titel, Musiklabel, Platzierungen, Wochen, Auszeichnungen, Anmerkungen) | Höchstplatzierung, Gesamtwochen, AuszeichnungChartplatzierungen (Jahr, Titel, Musiklabel, Platzierungen, Wochen, Auszeichnungen, Anmerkungen) | Höchstplatzierung, Gesamtwochen, AuszeichnungChartplatzierungen (Jahr, Titel, Musiklabel, Platzierungen, Wochen, Auszeichnungen, Anmerkungen) | Höchstplatzierung, Gesamtwochen, AuszeichnungChartplatzierungen (Jahr, Titel, Musiklabel, Platzierungen, Wochen, Auszeichnungen, Anmerkungen) | Höchstplatzierung, Gesamtwochen, AuszeichnungChartplatzierungen (Jahr, Titel, Musiklabel, Platzierungen, Wochen, Auszeichnungen, Anmerkungen) | Höchstplatzierung, Gesamtwochen, AuszeichnungChartplatzierungen (Jahr, Titel, Musiklabel, Platzierungen, Wochen, Auszeichnungen, Anmerkungen) | Anmerkungen                           |
| Jahr | Titel Musiklabel                                                     | DE | AT | CH | UK | US | Country | CA | Anmerkungen                           |
| ---- | -------------------------------------------------------------------- | --- | --- | --- | --- | --- | --- | --- | ------------------------------------- |
| 2008 | Greatest Hits: Limited Edition Curb Records (Curb)                   | — | — | — | — | US10 (50 Wo.)US | Country1 (78 Wo.)Country | — | Erstveröffentlichung: 29. April 2008  |
| 2008 | Collector’s Edition Curb Records (Curb)                              | — | — | — | — | — | Country70 (4 Wo.)Country | — | Erstveröffentlichung: 6. Mai 2008     |
| 2008 | Limited Edition: Greatest Hits: Volumes 1, 2 & 3 Curb Records (Curb) | — | — | — | — | — | Country38 (26 Wo.)Country | — | Erstveröffentlichung: 7. Oktober 2008 |

## Statistik

### Chartauswertung
|                     | DE    | AT    | CH    | UK    | US     | Country          | CA     |
| ------------------- | ----- | ----- | ----- | ----- | ------ | ---------------- | ------ |
| Nummer-eins-Alben   | DE—DE | AT—AT | CH—CH | UK—UK | US4US  | Country17Country | CA1CA  |
| Top-10-Alben        | DE—DE | AT—AT | CH—CH | UK—UK | US18US | Country21Country | CA9CA  |
| Alben in den Charts | DE—DE | AT—AT | CH3CH | UK3UK | US24US | Country29Country | CA13CA |

|                       | DE    | AT    | CH    | UK    | US     | Country          | CA     |
| --------------------- | ----- | ----- | ----- | ----- | ------ | ---------------- | ------ |
| Nummer-eins-Singles   | DE—DE | AT—AT | CH—CH | UK1UK | US—US  | Country27Country | CA—CA  |
| Top-10-Singles        | DE1DE | AT1AT | CH1CH | UK1UK | US3US  | Country61Country | CA1CA  |
| Singles in den Charts | DE1DE | AT1AT | CH1CH | UK3UK | US64US | Country97Country | CA20CA |

### Auszeichnungen für Musikverkäufe
| Goldene Schallplatte - Australien - 2019: für die Single May We All - Kanada - 2007: für das Videoalbum Greatest Video Hits - Vereinigte Staaten - 1994: für das Videoalbum Indian Outlaw | Platin-Schallplatte - Australien - 2023: für die Single Highway Don’t Care - 2023: für die Single Humble and Kind - Neuseeland - 2024: für die Single Over and Over 2× Platin-Schallplatte - Australien - 2005: für die Single Over and Over |

Anmerkung: Auszeichnungen in Ländern aus den Charttabellen bzw. Chartboxen sind in ebendiesen zu finden.
| Land/RegionAuszeichnungen für Musikverkäufe (Land/Region, Auszeichnungen, Verkäufe, Quellen) | Gold       | Platin         | Verkäufe    | Quellen          |
| -------------------------------------------------------------------------------------------- | ---------- | -------------- | ----------- | ---------------- |
| Australien (ARIA)                                                                            | Gold1      | 4× Platin4     | 315.000     | aria.com.au      |
| Kanada (MC)                                                                                  | 7× Gold7   | 15× Platin15   | 1.675.000   | musiccanada.com  |
| Neuseeland (RMNZ)                                                                            | —          | Platin1        | 30.000      | radioscope.co.nz |
| Vereinigte Staaten (RIAA)                                                                    | 20× Gold20 | 93× Platin93   | 102.550.000 | riaa.com         |
| Vereinigtes Königreich (BPI)                                                                 | Gold1      | —              | 400.000     | bpi.co.uk        |
| Insgesamt                                                                                    | 29× Gold29 | 113× Platin113 |             |                  |